# Lilla Szolcsányi
Lilla Szolcsányi, coniugata Varsányiné (Monor, 11 settembre 1927 – Monor, 20 agosto 1988), è stata una cestista ungherese.

## Carriera
Con l'Ungheria ha disputato i Campionati europei del 1950, vincendo la medaglia d'argento.